# Mamekîne, Novhorod-Siverskîi
Mamekîne (în ucraineană Мамекине) este localitatea de reședință a comunei Mamekîne din raionul Novhorod-Siverskîi, regiunea Cernihiv, Ucraina.

## Demografie
Componența lingvistică a localității Mamekîne
     Ucraineană (53,14%)
     Rusă (46,57%)
     Alte limbi (0,29%)
Conform recensământului din 2001, majoritatea populației localității Mamekîne era vorbitoare de ucraineană (53,14%), existând în minoritate și vorbitori de rusă (46,57%).